# María Montejano
María Montejano (* 18. Juli 1986) ist eine spanische Skeletonpilotin.
María Montejano lebt in Barcelona. Sie war zunächst Sprinterin und kam 2008 über ihren Trainingspartner Ander Mirambell zum Skeletonsport. Im Dezember des Jahres nahm sie in Winterberg erstmals am Skeleton-Europacup teil und wurde 18. Die weiteren Rennen in dieser Rennserie bestätigten dieses Leistungsniveau. Im Januar 2009 startete die Spanierin bei den Junioren-Weltmeisterschaften in Königssee, erreichte aber das Ziel nicht. Der Auftakt zur Saison 2009/10 erfolgte im Skeleton-Intercontinentalcup, wo Montejano Plätze im oberen 20er-Bereich erreichte. Erster Höhepunkt der Karriere wurde die Teilnahme an der Skeleton-Europameisterschaft 2010 in Igls, bei der sie 13. wurde. In den Wintern 2010/11 und 2011/12 startete sie erneut hauptsächlich im Europacup und erreichte als beste Platzierung einen 12. Rang in Igls. Im November 2012 belegte sie ihre ersten Top-10-Platzierungen mit einem 8. und 10. Rang in Königssee. Im Januar 2013 nahm sie zum ersten Mal an den Europa- und Weltmeisterschaften teil und wurde 14. beziehungsweise 27.
Zu Beginn der Saison 2013/14 erreichte Montejano vier Top-10-Resultate im Nordamerikacup und anschließend im Intercontinentalcup Ergebnisse zwischen Platz 12 und 19. Zudem belegte sie bei der Skeleton-Europameisterschaft 2014 den 15. Rang. 2014/15 nahm sie erneut am Europa- und Intercontinentalcup teil und fuhr dabei im Europacup drei einstellige Resultate ein. Bei der Weltmeisterschaft 2015 wurde sie 23. In den Winter 2015/16 startete sie mit zwei 10. Plätzen beim Intercontinentalcup in Lake Placid.